# Carlos Ferreira de la Torre

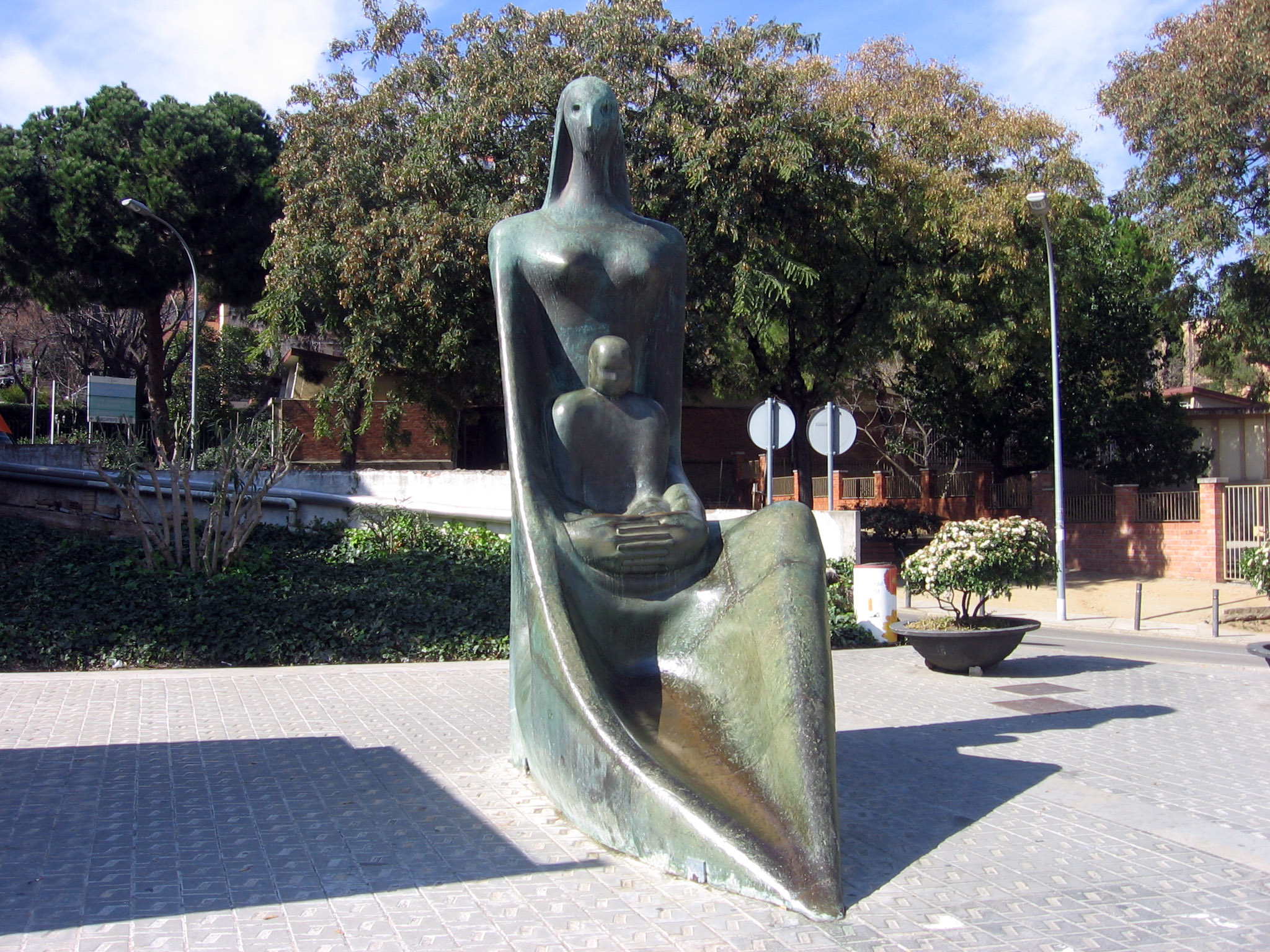
Maternidad (1966), Hospital del Valle de Hebrón, Barcelona.

Carlos Ferreira de la Torre (Valdemoro, 1914 - Puerto de la Cruz, 1990) fue un escultor español, autor, entre otras obras, del monumento a Calvo Sotelo en la Plaza de Castilla de Madrid.
De ideología falangista, expuso en 1947 junto a Palazuelo y Guerrero en la galería Bucholz. En 1948, junto con Pablo Palazuelo y Eduardo Chillida, fue pensionado en París por el Gobierno francés. A su regraso a Madrid se colocó como dibujante en el Sindicato de la Pesca.
Participó en dos ocasiones (1956 y 1959) en la exposición de arte de la Bienal de Venecia. Varias obras presentes en el Valle de los Caídos llevan su nombre. Los arcángeles armados con espada que se encuentra en la entrada a la Basílica, y varias imágenes de vírgenes. Entre ellas podemos encontrar:
- Virgen de la Inmaculada, patrona del Ejército de Tierra.

- Virgen del Carmen: Patrona de la Armada y de la Ingeniería naval y oceánica, obra como la anterior de Carlos Ferreira[2]

- Virgen de África: Conmemora el comienzo de la contienda.

Otros de sus trabajos son el monumento a Calvo Sotelo en la Plaza de Castilla, un relieve en la fachada del Banco Guipuzcuáno.
Autor de trabajos en toda España, destacan por su situación las esculturas del Hospital La Paz, el relieve del Hospital Puerta de Hierro, la fuente del Centro de Investigaciones Biológicas, el homenaje a las víctimas de Hiroshima y el Rostro del Creador, ambas en el Museo de Arte Contemporáneo, y muchas más en diversas localidades del resto de España. Nunca firmaba sus obras y en varias ocasiones rechazó enormes ofertas por no estar de acuerdo con la capacidad artística de quien las ofertaba.
Su última obra pública la donó al Instituto Oceanográfico de S. C. de Tenerife.
En 1970 se trasladó a Tenerife en las Islas Canarias, junto a su familia, instalándose en el Puerto de la Cruz, donde se conserva su estudio con toda su obra inédita. Falleció en Tenerife en 1990 rodeado de su familia.